# Alpes lépontines
Alpes lepontines là một rặng núi thuộc phần trung tâm của dãy núi Alpes, nằm tại Thụy Sĩ (các bang Valais, Ticino, Graubünden) và Ý (vùng Piedmont).
Các đèo Furka, St. Gotthard và Thung lũng thượng sông Rhône chia cách rặng núi này với rặng Alpes bernoises; Thung lũng thượng sông Rhône chia cách chúng với rặng Alpes uranaises; đèo Simplon chia cách chúng với rặng Alpes pennines; Thung lũng sông Rhine và đèo Oberalp chia cách chúng với rặng Alpes glaronaises; đèo Splügen chia cách chúng với dãy Alpes orientales centrales (dãy núi Oberhalbstein).
Rặng Alpes lépontines là đầu nguồn của các sông Rhône ở phía tây, sông Reuss ở phía bắc, sông Rhine (Vorderrhein và Hinterrhein) ở phía đông, cùng các sông Ticino, Toce ở phía nam.
Đường hầm xe lửa Simplon, nối Brig với Domodossola, các đường hầm dành cho xe hơi và xe lửa St. Gotthard dẫn từ Andermatt tới Airolo, và đường hầm San Bernardino là huyết mạch giao thông quan trọng.
Phần phía đông của rặng Alpes lépontines, từ đèo St. Gotthard tới đèo Splügen, đôi khi cũng gọi là Adula Alps.

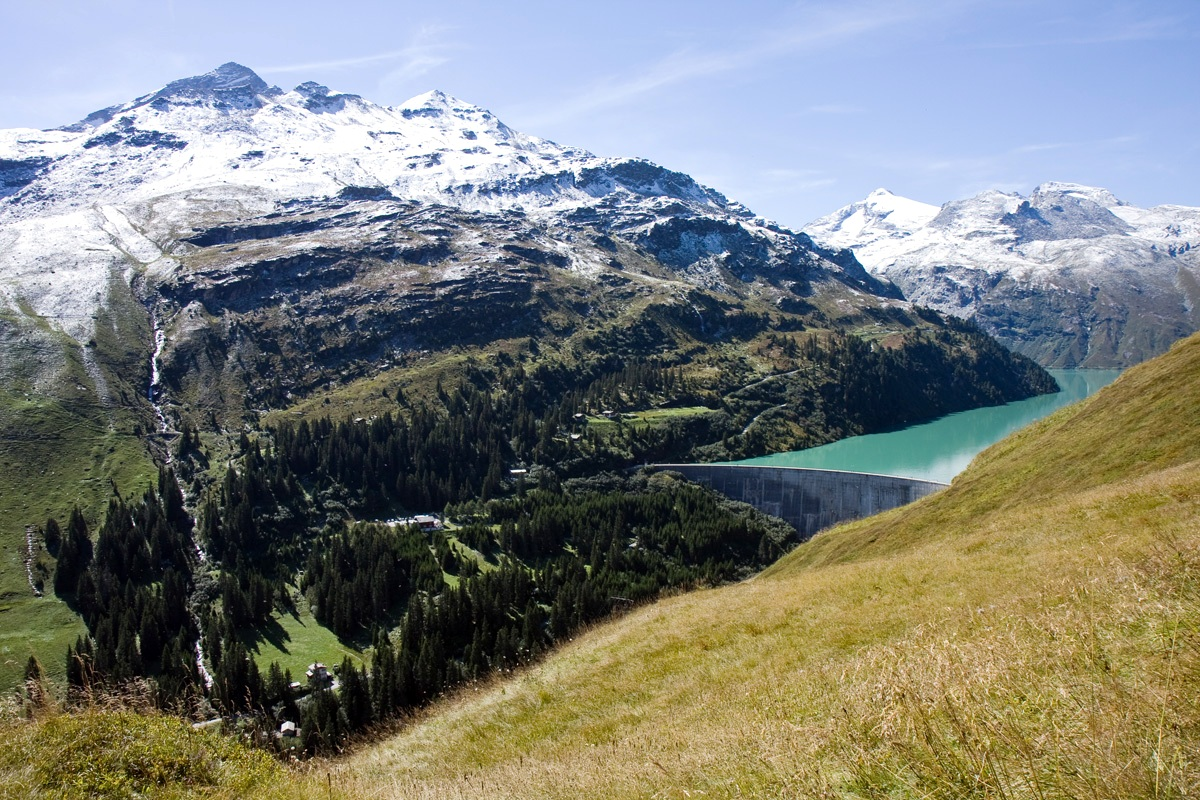
Zervreilasee

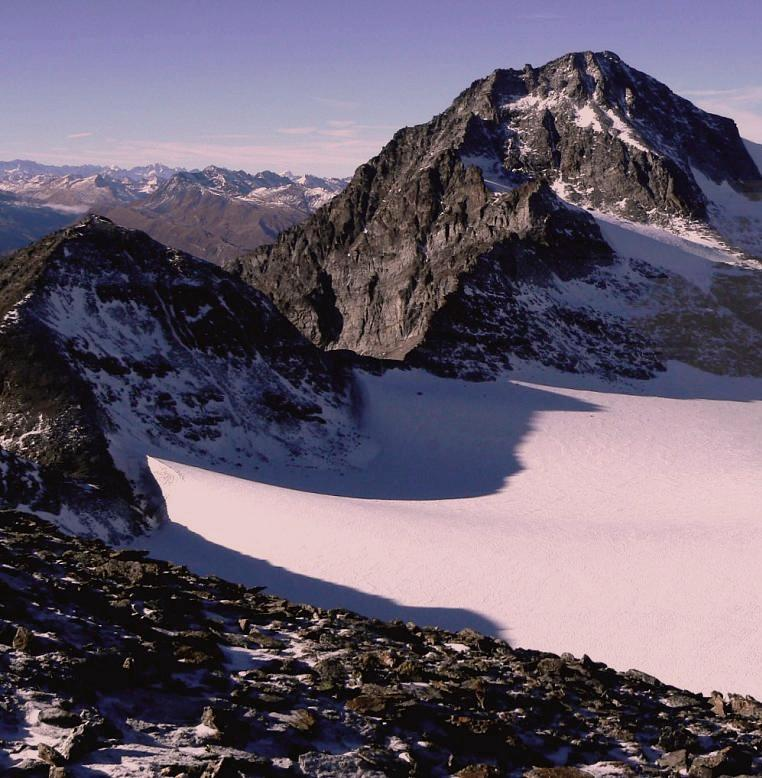
Rheinwaldhorn

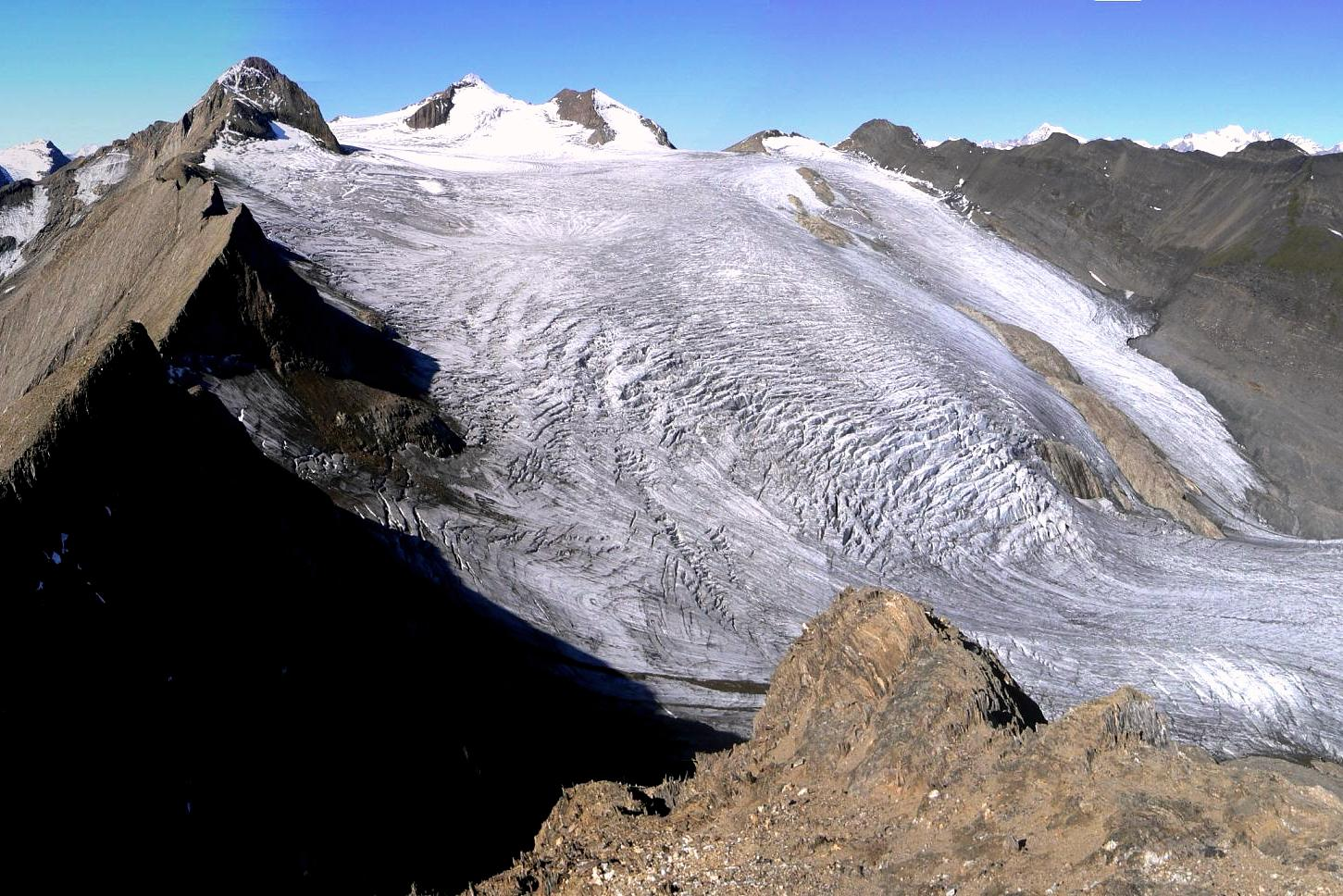
Blinnenhorn

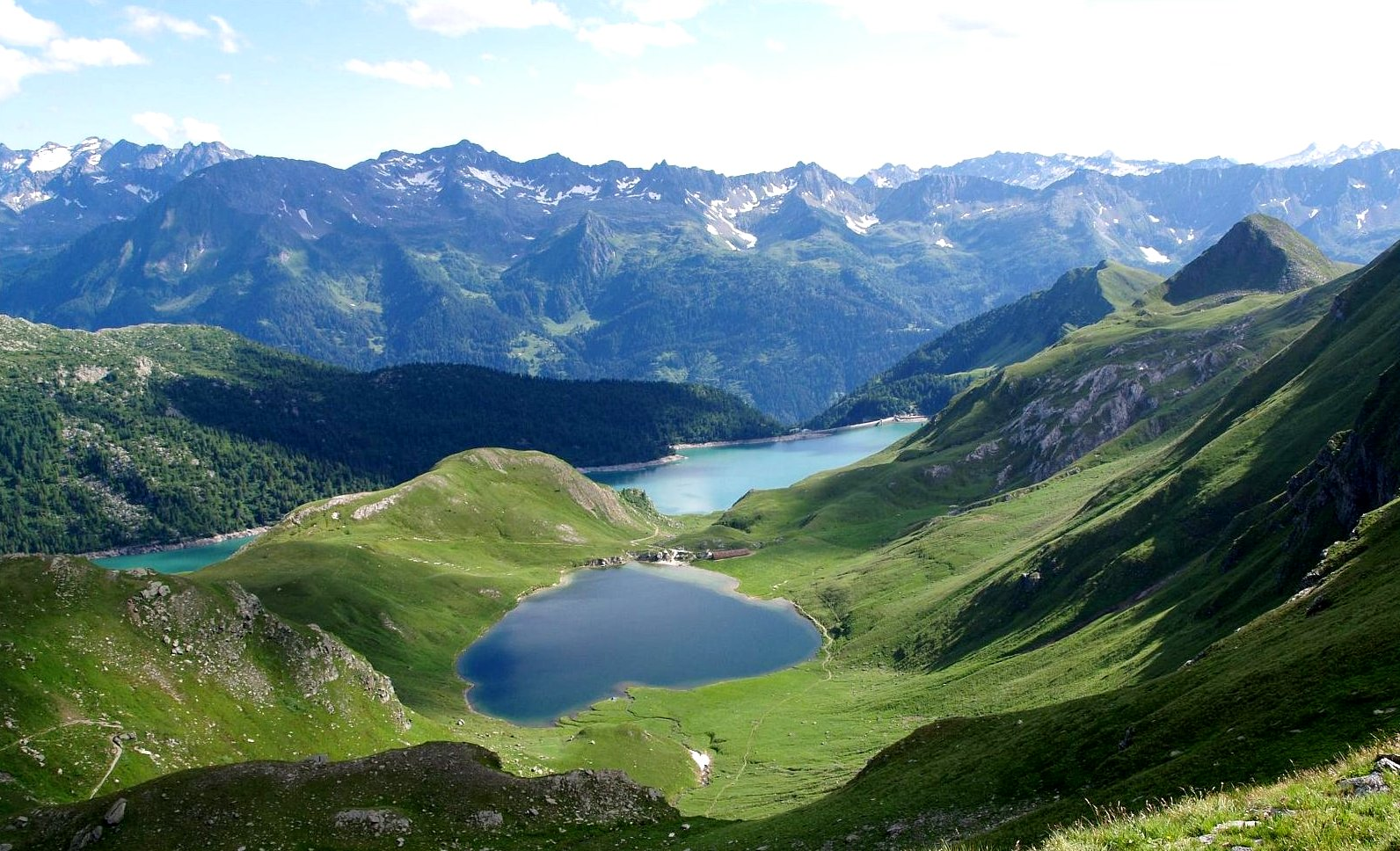
Lago Ritom

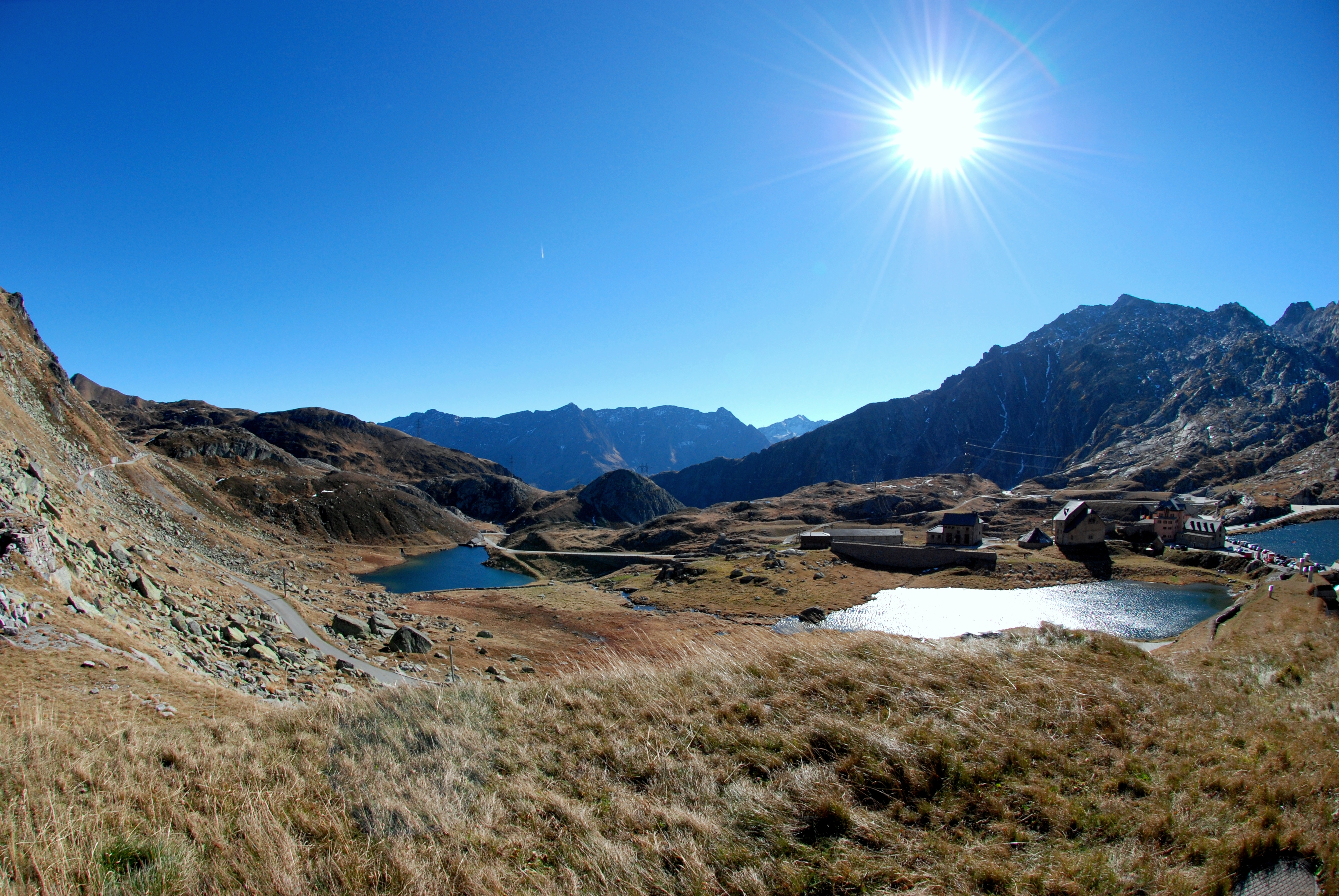
đèo St. Gotthard

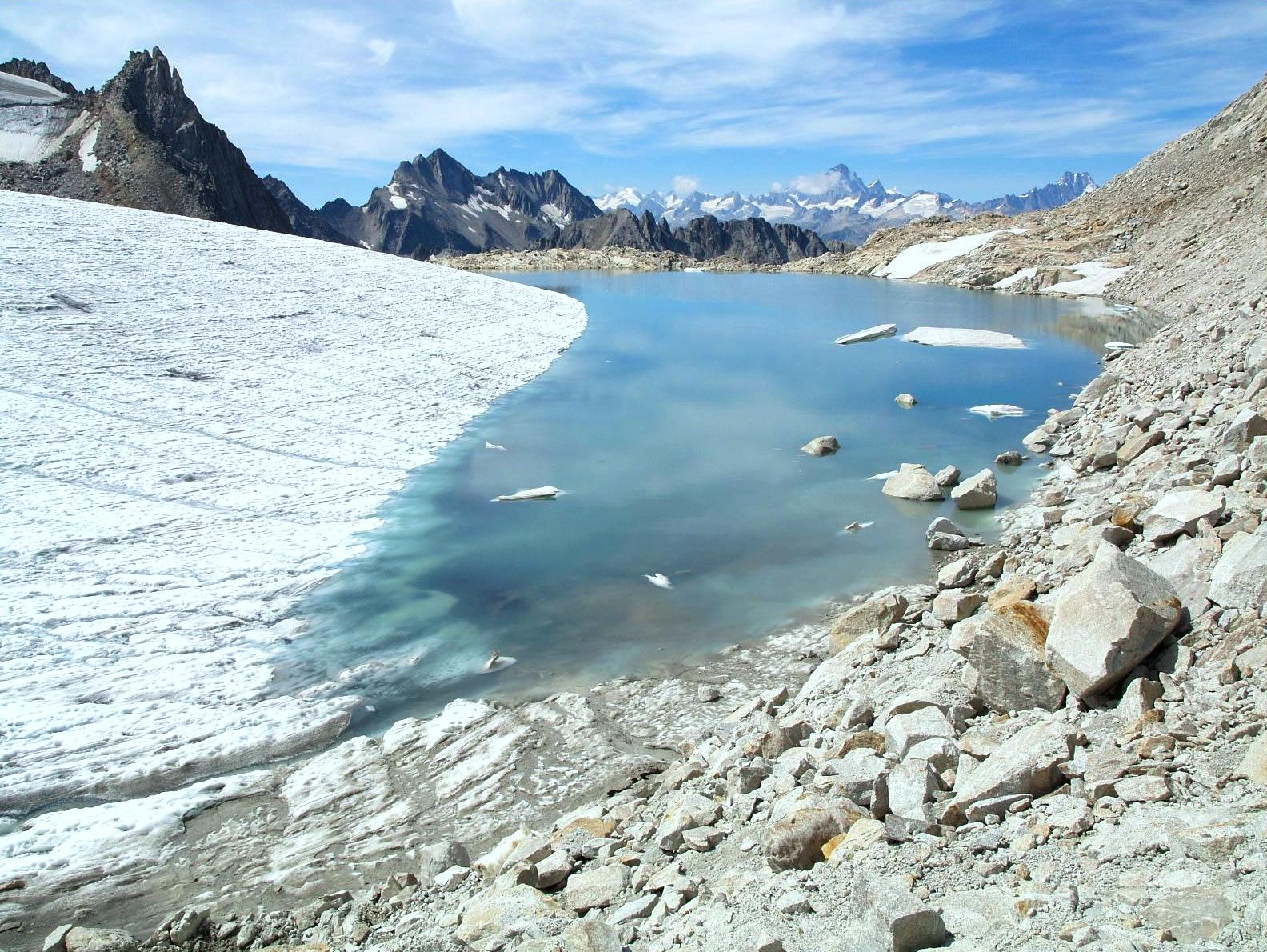
Passo Rotondo

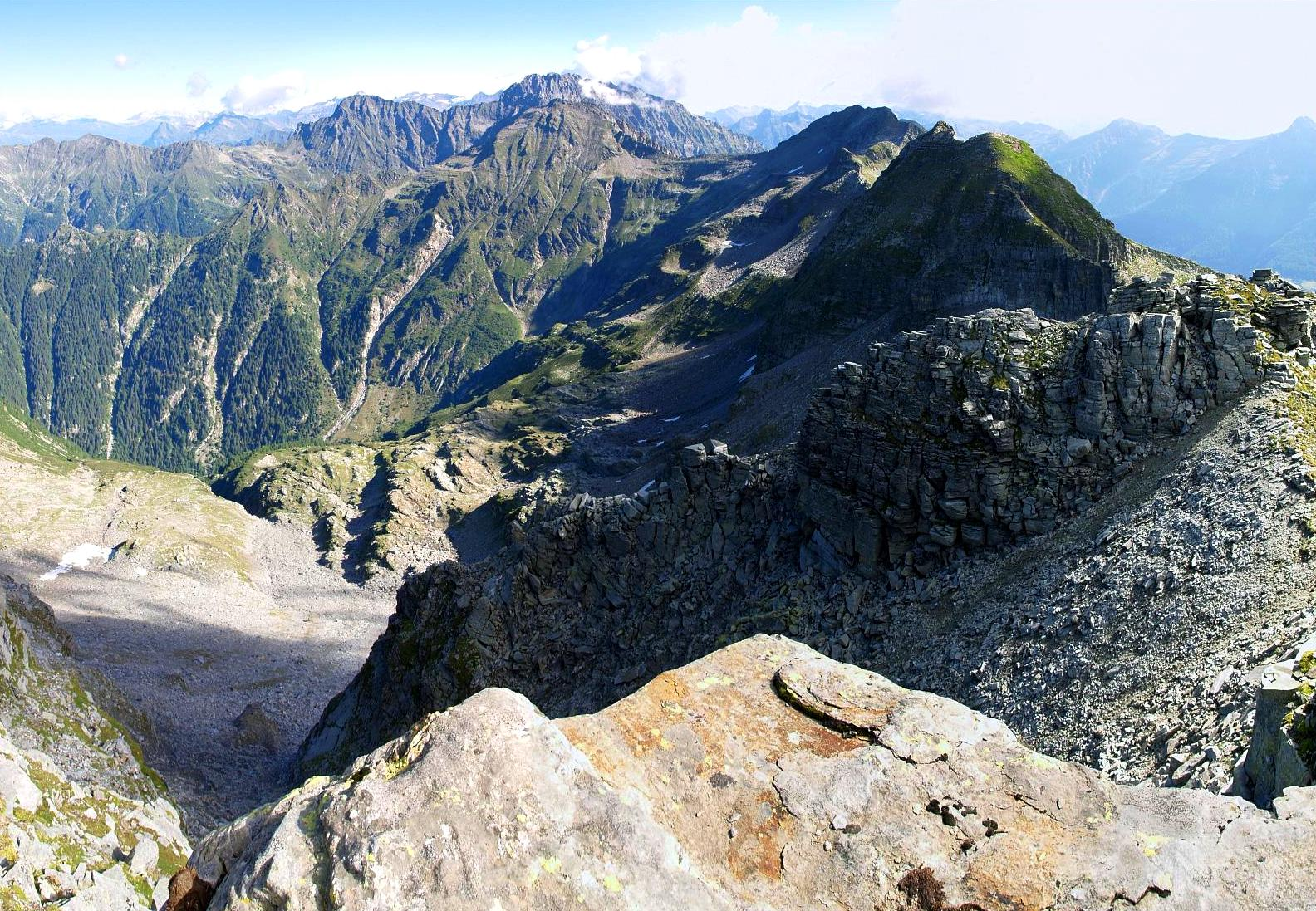
Pizzo di Claro

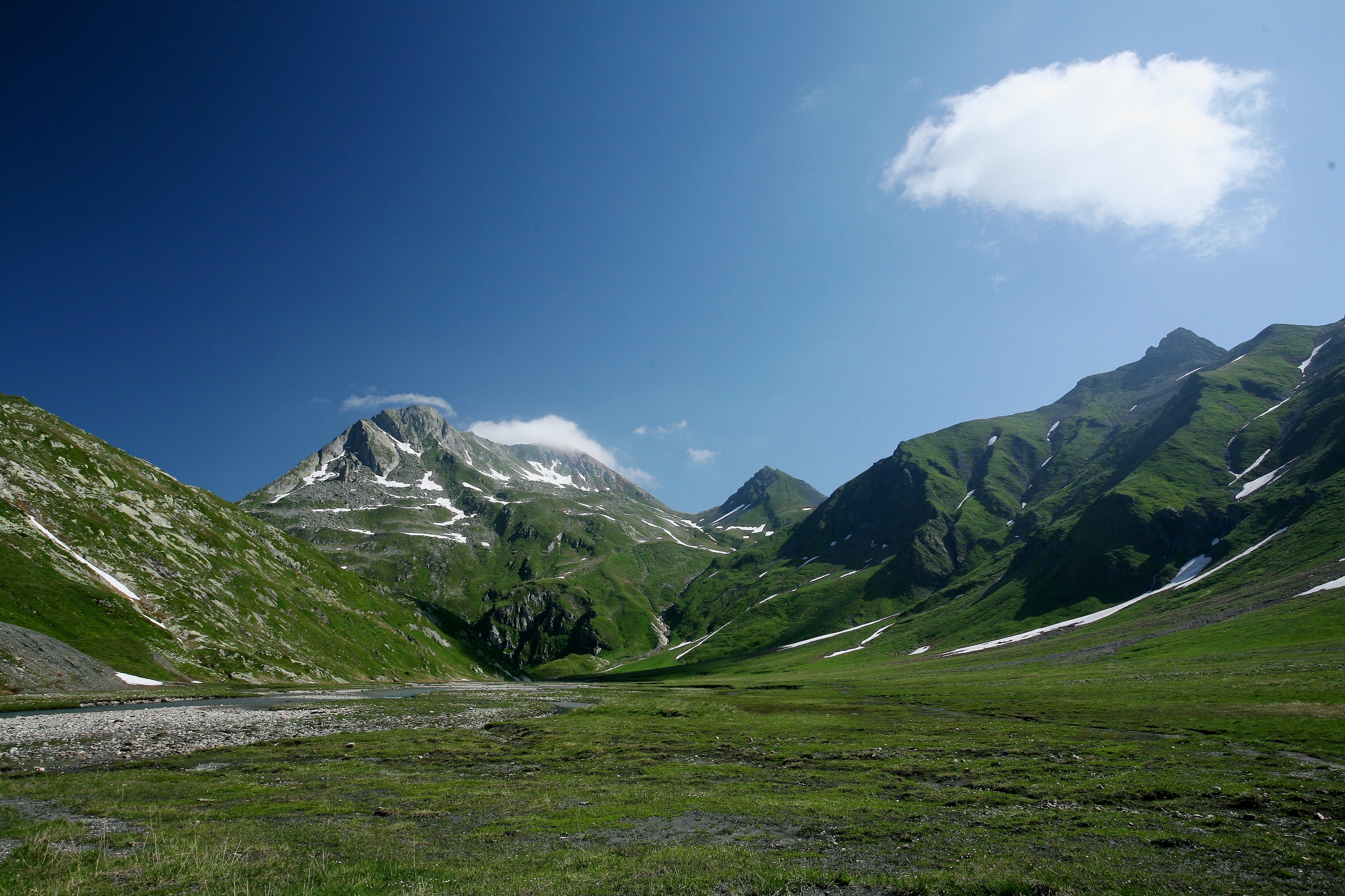
đèo Greina

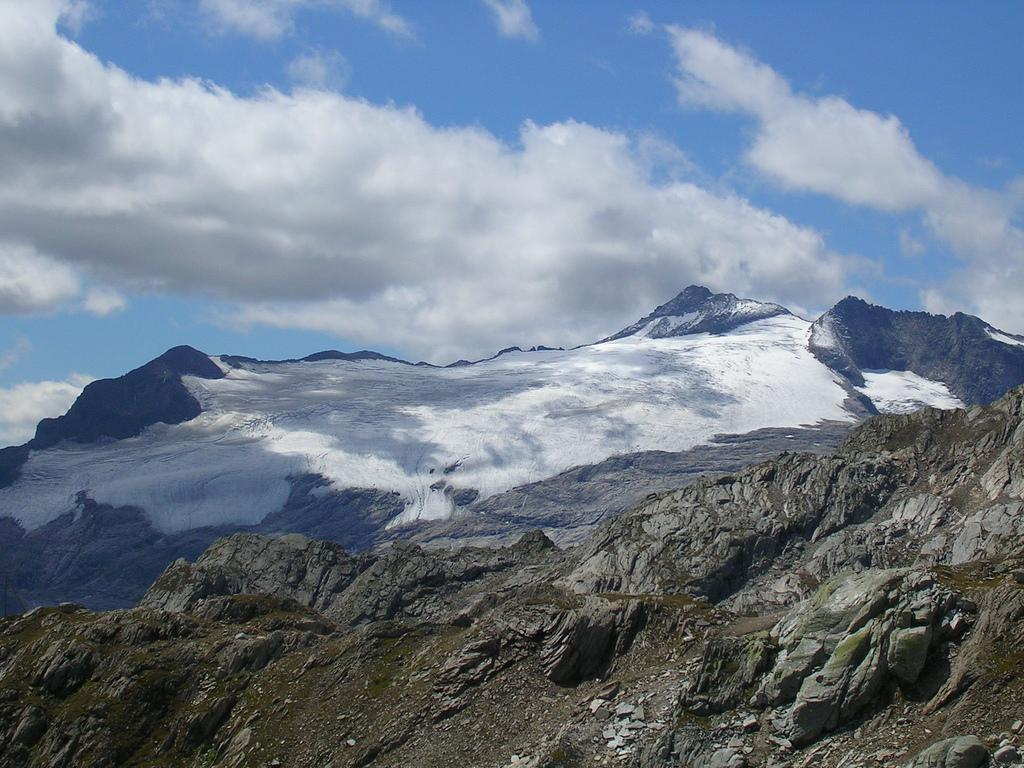
Basodino

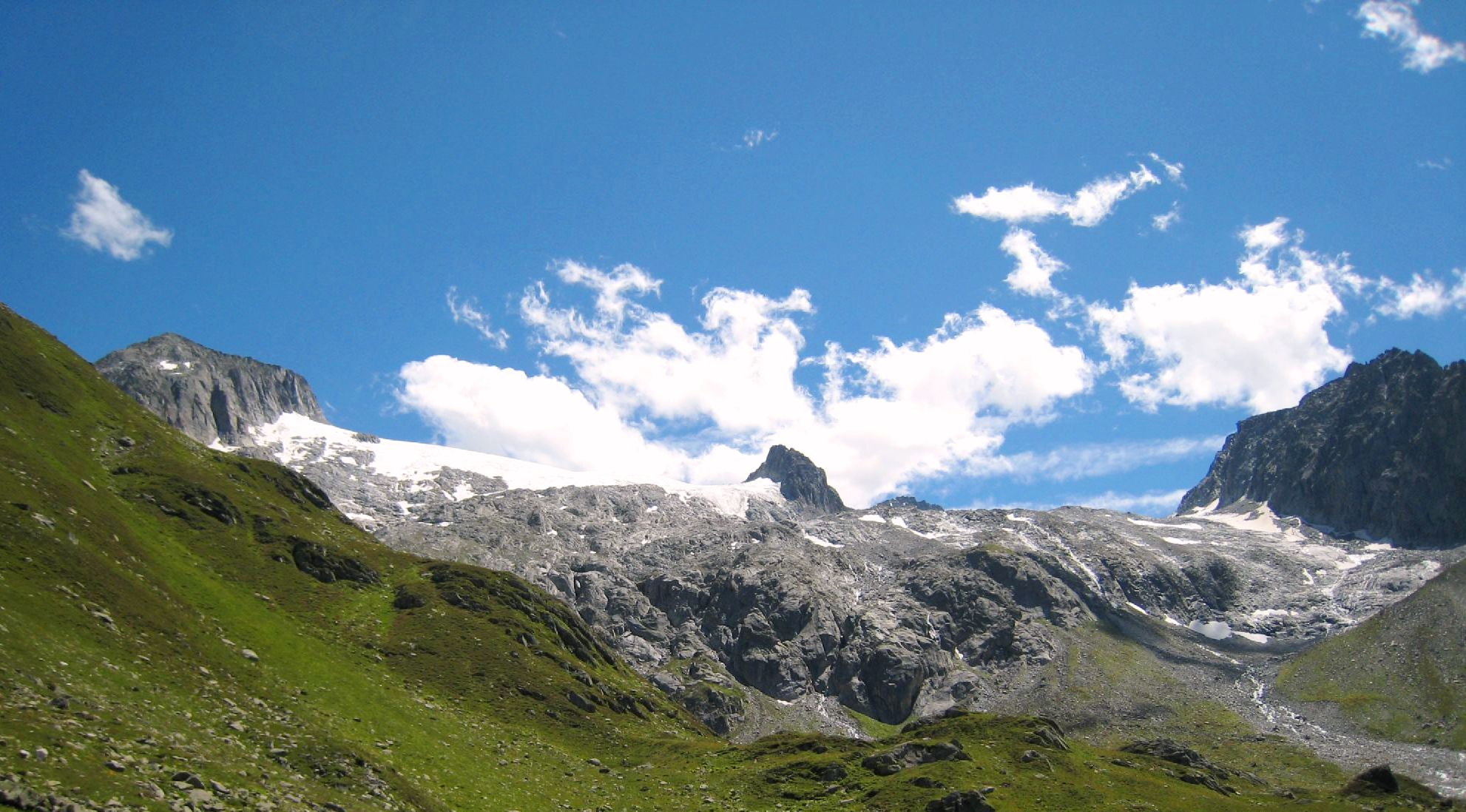
Piz Medel

## Các ngọn núi chính
| Tên                 | Độ cao | Độ cao |
| Tên                 | m      | ft     |
| ------------------- | ------ | ------ |
| Monte Leone         | 3,561  | 11,684 |
| Rheinwaldhorn       | 3,402  | 11,149 |
| Güferhorn           | 3,393  | 11,132 |
| Blinnenhorn         | 3,384  | 11,103 |
| Basodino            | 3,276  | 10,749 |
| Pizzo Tambo         | 3,276  | 10,749 |
| Helsenhorn          | 3,274  | 10,742 |
| Wasenhorn           | 3,255  | 10,680 |
| Ofenhorn            | 3,242  | 10,637 |
| Scherbadung         | 3,213  | 10,542 |
| Piz Medel           | 3,203  | 10,509 |
| Scopi               | 3,200  | 10,499 |
| Pizzo Rotondo       | 3,197  | 10,489 |
| Piz Terri           | 3,151  | 10,331 |
| Piz Aul             | 3,124  | 10,250 |
| Pizzo Pesciora      | 3,120  | 10,247 |
| Witenwasserenstock  | 3,084  | 10,119 |
| Campo Tencia        | 3,075  | 10,089 |
| Leckihorn           | 3,069  | 10,069 |
| Bruschghorn         | 3,054  | 10,020 |
| Alperschällihorn    | 3,045  | 9,991  |
| Chilchalphorn       | 3,040  | 9,974  |
| Piz Blas            | 3,023  | 9,918  |
| Monte Giove         | 3,010  | 9,876  |
| Pizzo Centrale      | 3,003  | 9,853  |
| Pizzas d'Anarosa    | 3,002  | 9,850  |
| Piz Beverin         | 2,998  | 9,843  |
| Weisshorn (Splugen) | 2,992  | 9,817  |
| Pizzo Lucendro      | 2,959  | 9,708  |
| Piz Tomul           | 2,949  | 9,676  |
| Piz Cavel           | 2,944  | 9,659  |
| Barenhorn           | 2,932  | 9,620  |
| Six Madun (Badus)   | 2,932  | 9,619  |
| Piz Muraun          | 2,899  | 9,512  |
| Zervreilahorn       | 2,898  | 9,508  |
| Monte Cistella      | 2,851  | 9,353  |
| Piz Lukmanier       | 2,778  | 9,115  |
| Monte Prosa         | 2,738  | 8,983  |
| Pizzo Columbe       | 2,549  | 8,363  |
| Camoghè             | 2,226  | 7,303  |
| Piz Mundaun         | 2,065  | 6,775  |
| Monte Generoso      | 1,704  | 5,591  |
| Monte San Salvatore | 916    | 3,004  |

## Các sông băng
- Gries
- Paradies
- Basòdino

## Các đèo chính
| Đèo núi             | vị trí                                    | loại          | độ cao | độ cao |
| Đèo núi             | vị trí                                    | loại          | m      | ft     |
| ------------------- | ----------------------------------------- | ------------- | ------ | ------ |
| Zapport Pass        | Hinterrhein tới Malvaglia và Biasca       | tuyết         | 3,079  | 10,103 |
| Guferlücke          | Canaltal tới Lentatal (gần Vals, Thụy Sĩ) | tuyết         | 2,980  | 9,777  |
| Lentalücke          | Hinterrhein tới Vals                      | tuyết         | 2,954  | 9,692  |
| Hohsand Pass        | Binn tới La Frua (thác nước Toce)         | tuyết         | 2,927  | 9,603  |
| Lecki Pass          | Realp tới Oberwald VS                     | tuyết         | 2,912  | 9,554  |
| Passo Rotondo       | Airolo tới Oberwald                       | tuyết         | 2,880  | 9,449  |
| Kaltwasser Pass     | Simplon Hospice tới Alpe Veglia           | tuyết         | 2,844  | 9,331  |
| Scaradra Pass       | Vals tới Olivone                          | đường đi bộ   | 2,770  | 9,088  |
| Satteltelücke       | Vals tới Vrin                             | đường đi bộ   | 2,768  | 9,082  |
| Ritter Pass         | Binn tới Alpe Veglia                      | tuyết         | 2,692  | 8,832  |
| Cavanna Pass        | Realp tới Bedretto                        | tuyết         | 2,611  | 8,566  |
| Scatta Minoja       | Devero tới Formazza                       | đường xe ngựa | 2,597  | 8,521  |
| Bocca di Cadlimo    | Airolo tới Lukmanier Pass                 | đường đi bộ   | 2,542  | 8,340  |
| Valserberg          | Hinterrhein tới Vals                      | đường xe ngựa | 2,507  | 8,225  |
| Safierberg          | Splügen tới Safien                        | đường xe ngựa | 2,490  | 8,170  |
| Nufenen Pass        | Ulrichen tới Airolo                       | đường xe      | 2,478  | 8,130  |
| Geisspfad Pass      | Binn tới Devero                           | đường đi bộ   | 2,475  | 8,120  |
| Gries Pass          | Ulrichen tới La Frua                      | đường xe ngựa | 2,468  | 8,098  |
| Passo di Naret      | Fusio tới Airolo                          | đường xe ngựa | 2,443  | 8,015  |
| Passo Valtendra     | Alpe Veglia tới Devero và Baceno          | đường xe ngựa | 2,431  | 7,976  |
| Diesrut Pass        | Vrin tới Somvix                           | đường xe ngựa | 2,424  | 7,953  |
| Albrun Pass         | Binn tới Devero và Baceno                 | đường xe ngựa | 2,410  | 7,907  |
| Greina Pass         | Olivone tới Somvix                        | đường xe ngựa | 2,360  | 7,743  |
| San Giacomo Pass    | Airolo tới La Frua                        | đường xe ngựa | 2,308  | 7,573  |
| Passo di Buffalora  | Mesocco tới Val Calanca                   | đường đi bộ   | 2,265  | 7,431  |
| Passo dell'Uomo     | Quinto, Switzerland tới Lukmanier Pass    | đường xe ngựa | 2,212  | 7,258  |
| Splügen Pass        | Thusis tới Chiavenna                      | đường xe      | 2,117  | 6,946  |
| St Gotthard Pass    | Andermatt tới Airolo                      | đường xe      | 2,114  | 6,936  |
| San Bernardino Pass | Thusis tới Bellinzona                     | đường xe      | 2,063  | 6,769  |
| Lukmanier Pass      | Disentis tới Olivone                      | đường xe      | 1,917  | 6,289  |